# 田村虎蔵
田村 虎蔵（たむら とらぞう、1873年5月24日 - 1943年11月7日）は、日本の音楽教育家、作曲家。

## 経歴
鳥取県岩美郡馬場村（現・岩美町馬場）に田村重蔵の6人兄弟の末子として出生。体が非常に強健であったことから虎蔵と命名されたとされる。
蒲生小学校、鳥取高等小学校（現・鳥取市立久松小学校）を経て、1892年鳥取県尋常師範学校を卒業。卒業後は因幡高等小学校（現・鳥取市立久松小学校）に赴任するが、同年9月に東京音楽学校に進学。1895年同校を卒業。兵庫県尋常師範学校を経て、1899年東京高等師範学校兼東京音楽学校助教諭。
言文一致唱歌を提唱し、納所弁次郎らと「幼年唱歌」（1900年）「尋常小学唱歌」などを編集。1922年6月、文部省より海外留学を命ぜられ、西洋に渡り音楽教育事情を研究。1924年2月10日帰国。帰国後は、東京市音楽担当視学となる。弟子に堀内敬三がいる。1938年4月に行われた第6回日本音楽コンクールなどで審査員を務めた。

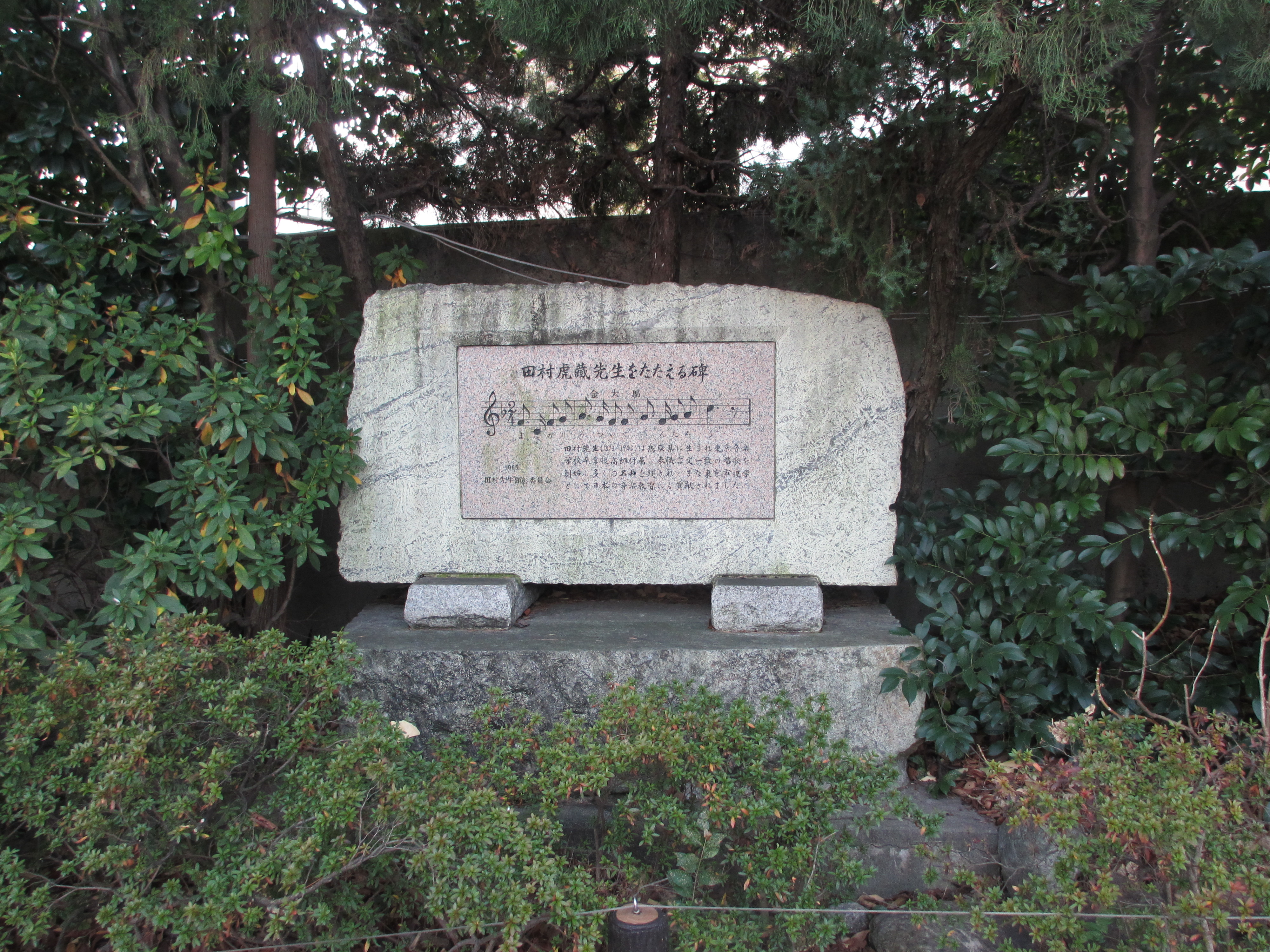
田村虎藏先生をたたえる碑 筑土八幡神社石段登り左側、金太郎楽譜あり

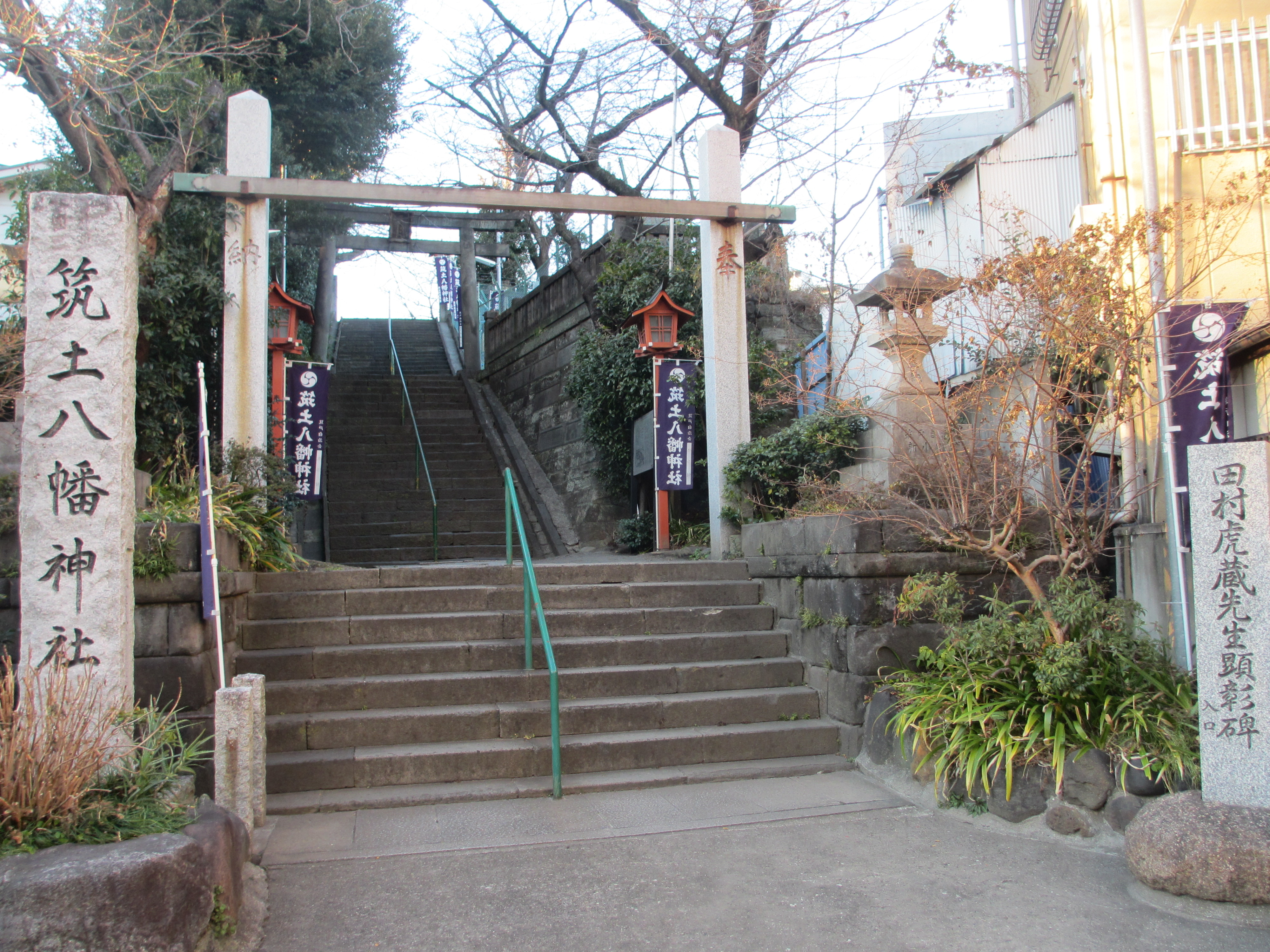
田村虎蔵先生顕彰碑 東京都新宿区筑土八幡神社入口

## 年表
- 1873年（明治6年）5月24日 - 鳥取県岩美郡馬場村（現・岩美町馬場）にて出生[2]。
- 1880年（明治13年） - 蒲生小学校入学[2]。
- 1884年（明治17年） - 蒲生小学校卒業[2]。
- 1885年（明治18年）9月 - 鳥取高等科小学校（現・鳥取市立久松小学校）入学[2]。
- 1888年（明治21年）4月1日 - 鳥取県尋常師範学校入学[2]。
- 1892年（明治25年）3月 - 鳥取県尋常師範学校卒業[2]。
- 1892年（明治25年）9月11日 - 東京音楽学校（現・東京芸術大学）入学[2]。
- 1895年（明治28年）7月6日 - 東京音楽学校卒業[2]。
- 1896年（明治29年）9月 - 兵庫県尋常師範学校助教諭[2]。
- 1899年（明治32年）7月13日 - 東京高等師範学校兼東京音楽学校助教授[2]。
- 1900年（明治33年） - 言文一致唱歌を提唱し、納所弁次郎らと「幼年唱歌」、「尋常小学唱歌」などを編集。
- 1922年（大正11年） - 西洋に渡り音楽教育事情を研究、帰国後は、東京市音楽担当視学となる。
- 1943年（昭和18年）11月7日 - 没。墓所は多磨霊園[4]。

## 栄典
- 1924年（大正13年）3月29日 - 従四位[5]

## 曲
- 石原和三郎作詞

1900年（明治33年）「金太郎」「だいこくさま」
1901年（明治34年）「花咲爺」「大寒小寒」
1911年（明治44年）「うらしまたろう」（浦島太郎）
1932年（昭和7年）発行『新訂尋常小学唱歌－第二学年用』文部省唱歌より
1933年（昭和8年）発行『尋常小学唱歌（二）』文部省唱歌より
- 大和田建樹作詞

「青葉の笛」「東郷大将」「大野市立 有終西小学校校歌」「汽車 山陽線唱歌」「汽車 東海道唱歌」
- 1905年（明治38年）「一寸法師」巖谷小波
- 1905年（明治38年）「気仙沼市立大島小学校校歌」芦田惠之助[9]
- 1910年（明治43年）から1926年（大正15年）「川島郷歌」佐佐木信綱
- 1910年（明治43年）4月「宮城県古川高等学校校歌」
- 1924年（大正13年）「東京都立上野高等学校（旧制第二東京市立中学校）校歌」
- 1927年（昭和2年）「大崎市立古川第一小学校校歌」土井晩翠作詞[10]
- 1934年（昭和9年）「江東区立八名川小学校校歌」折口信夫

成立年未詳
- 「上野唱歌」石原和三郎
- 「大江山」石原和三郎
- 「瘤取り」木村小舟
- 「世界一週唱歌」池辺義象
- 「唱歌明治聖帝」芳賀矢一
- 「乃木大将 唱歌」芳賀矢一
- 「万朶桜 乃木大将の歌」菟道春千代
- 「飛行機唱歌 地理教育」鷲尾義直
- 「明治のみかど」土方久元
- 「豊島岡女子学園校歌」阪正臣

## 著作など
- 『唱歌科教授法』同文館 1908年 六学年小学校各科教授全書
- 『音楽教育の思潮と研究』田村虎蔵先生記念刊行会編 目黒書店 1933年
- 『名作唱歌選集』故田村虎蔵先生記念会編 音楽之友社 1950年

## 伝記
- 丸山忠璋『言文一致唱歌の創始者田村虎蔵の生涯』音楽之友社 1998年

## 史蹟
- 田村虎蔵先生之生地 - 鳥取県岩美郡岩美町馬場。碑と像が建てられている。
- 田村虎蔵旧居跡 - 東京都新宿区筑土八幡町4-24 区指定史蹟。由緒の書かれた案内板がある。
- 田村虎蔵先生をたたえる碑 - 東京都新宿区筑土八幡町2-1 筑土八幡神社入口。金太郎の一節と由緒の書かれた碑が建てられている。